# Carlos Alberto (football, 1980)
Pour les articles homonymes, voir Carlos Alberto.
Carlos Alberto de Almeida Junior dit Carlos Alberto est un joueur de football brésilien, né le 17 juin 1980.